# Alians Łypowa Dołyna
Alians Łypowa Dołyna (ukr. Футбольний клуб «Альянс» Липова Долина, Futbolnyj Kłub "Alians" Łypowa Dołyna) – ukraiński klub piłkarski, mający siedzibę w miasteczku Łypowa Dołyna rejonu łypowodołyńskiego, w obwodzie sumskim. Występował w Perszej-lidze, ale z powodu inwazji rosyjskiej na Ukrainie nie rozegrał tam sezonu 2022/23.
W grudniu 2021 roku klub zyskał nowego prezesa i zjednoczył się z Wiktorija Mykołajiwka. 

## Historia
Chronologia nazw:
- 2016: Alians Łypowa Dołyna (ukr. ФК «Альянс» Липова Долина)

Klub piłkarski Alians Łypowa Dołyna został założony w miejscowości Łypowa Dołyna w roku 2016. W 2017 roku zespół zdobył brązowe medale mistrzostw obwodu sumskiego, a w 2018 został mistrzem tegoż obwodu. W sezonie 2018/19 zespół startował również w Amatorskiej lidze Ukrainy, a w 2019 zdobył Superpuchar i Puchar federacji obwodu sumskiego.
W sezonie 2019/20 klub został zgłoszony do rozgrywek Drugiej ligi. W tym samym okresie debiutował również w Pucharze Ukrainy, gdzie dotarł do 1/4 finału. Przez COVID-19 rozgrywki Drugiej ligi nie zostały zakończone. W momencie przerwania rozgrywek zespół zajmował 3. miejsce w grupie B, ale awansował do Pierwszej ligi poprzez baraże z Metałurhiem Zaporoże. 
W pierwszym w historii klubu sezonie Pierwszej ligi zespół zajmował 6. miejsce, został jednak wyeliminowany już w 2. rundzie Pucharu Ukrainy. Następny sezon był jednym z najbardziej owocnych dla klubu. W Pucharze Ukrainy zespół dotarł do 1/8 finału, gdzie po serii rzutów karnych został wyeliminowany przez zespół FK Lwów.
W sezonie 2022/23 w Pierwszej lidze klub walczył o awans do Premier-Ligi i zakończył turniej w fazie jesiennej na 3. miejscu, czyli w strefie barażowej. Przez inwazję rosyjską na Ukrainie, sezon Pierwszej ligi został zawieszony, a w sezonie 2022/23 ów klub nie brał udziału w mistrzostwach. Jego miejsce zajęła Wiktorija. 

## Barwy klubowe, strój
|  |  |

Klub ma barwy zielono-czarne. Zawodnicy klubu, podczas meczów rozgrywanych na ich własnym stadionie (tzw. mecze domowe), zazwyczaj grają w zielonych koszulkach, czarnych, krótkich spodniach oraz czarnych getrach.

## Sukcesy

### Trofea międzynarodowe
Nie uczestniczył w rozgrywkach europejskich (stan na 31-05-2019).

### Trofea krajowe
| \| \| Zdobyte trofea w rozgrywkach Ukrainy (stan na: 31-05-2019) \| |                                                            |      |          |
| Rozgrywki                                                           | Osiągnięcie                                                | Razy | Sezon(y) |
| · Mistrzostwo                                                       | I miejsce                                                  | 0    |          |
| · Mistrzostwo                                                       | II miejsce                                                 | 0    |          |
| · Mistrzostwo                                                       | III miejsce                                                | 0    |          |
| Puchar                                                              | zdobywca                                                   | 0    |          |
| Puchar                                                              | finalista                                                  | 0    |          |
| Puchar                                                              | 1/4 finału                                                 | 1    | 2019/20  |
| II liga                                                             | I miejsce                                                  | 0    |          |
| II liga                                                             | II miejsce                                                 | 0    |          |
| II liga                                                             | III miejsce                                                | 0    |          |
| Ukraina                                                             | Zdobyte trofea w rozgrywkach Ukrainy (stan na: 31-05-2019) |      |          |

## Trofea inne
- Mistrzostwa obwodu sumskiego:
  - mistrz (1x): 2018
  - 3.miejsce (1x): 2017

- Superpuchar obwodu sumskiego:
  - zdobywca (1x): 2019

## Struktura klubu

### Stadion
Klub piłkarski rozgrywa swoje mecze domowe na stadionie Juwiłejny w Sumach, który może pomieścić 25830 widzów. Gra także na stadionie Alians-Arena w pobliskiej wsi Bajrak (gdzie można zmieścić do 520 widzów).

## Kibice i rywalizacja z innymi klubami

### Derby
- Wiktorija Mykołajiwka